# Knossjön
Knossjön är en sjö i Torsby kommun i Värmland och ingår i Glommas huvudavrinningsområde. Sjön är 19,5 meter djup, har en yta på 0,22 kvadratkilometer och är belägen 488,1 meter över havet. Sjön avvattnas av vattendraget Dypån. Vid provfiske har abborre fångats i sjön.

## Delavrinningsområde
Knossjön ingår i det delavrinningsområde (673414-132540) som SMHI kallar för Mynnar i Medskogsån. Medelhöjden är 459 meter över havet och ytan är 55,18 kvadratkilometer. Det finns inga avrinningsområden uppströms utan avrinningsområdet är högsta punkten. Dypån som avvattnar avrinningsområdet har biflödesordning 3, vilket innebär att vattnet flödar genom totalt 3 vattendrag innan det når havet efter 28 kilometer. Avrinningsområdet består mestadels av skog (84 procent). Avrinningsområdet har 0,88 kvadratkilometer vattenytor vilket ger det en sjöprocent på 1,6 procent.